# NGC 41
NGC 41은 페가수스자리 방향에 위치한 나선 은하이다. 태양으로부터 약 2억 9,000만 광년(약 90 메가파섹) 떨어져있다. 천문학자 알버트 마르스(Albert Marth)에 의해 1864년 10월 30일 발견되었다.